# Marcus Petronius Mamertinus
Marcus Petronius Mamertinus war ein im 2. Jahrhundert lebender römischer Ritter. Er übte unter dem Kaiser Hadrian von 133 bis 137 als Statthalter die Präfektur in der kaiserlichen Provinz Ägypten aus. Aus seiner Amtszeit ist ein Edikt (134) erhalten geblieben, das über ein früheres Edikt, das zur gerichtlichen Nachvollziehbarkeit in Fiskalangelegenheiten zwingend eine wechselseitige Ausstellung von Quittungen gegen Zahlung vorschrieb, auf öffentliche Schulden (Steuerabgaben oder Dienstleistungen) ausdehnte.
Unter Antoninus Pius wurde er dann aufgrund seiner Verdienste zum Prätorianerpräfekten ernannt; dieses Amt übte er in den Jahren von 139 bis mindestens 143 aus.
Schließlich krönte die Karriere seine Aufnahme in die Nobilität, indem er vom Kaiser im Jahr 150 zum Suffektkonsul bestellt wurde. Durch ein Militärdiplom, das auf den 1. August 150 datiert ist, ist belegt, dass er 150 zusammen mit Marcus Cassius Apollinaris Suffektkonsul war; die beiden traten ihr Amt vermutlich am 1. Juli des Jahres an.
Marcus Petronius Mamertinus war mit Marcus Cornelius Fronto, dem Lehrer der von Antoninus adoptierten Söhne Mark Aurel und Lucius Verus, befreundet.